# 2014年珠穆朗玛峰雪崩事故
2014年珠穆朗玛峰雪崩事故是一次发生于尼泊尔境内的珠穆朗玛峰的事故，根据尼泊尔文化、旅游和民航部的新闻稿，雪崩事故发生在当地时间4月18日6时30分左右，其雪崩地点靠近珠穆朗玛峰的1号营地，該事故至今造成16人遇难，仅次于第二年发生的因尼泊尔地震而引发的雪崩事故。遇难者多为当地夏尔巴人，不过尼泊尔政府已经停止搜救失踪人员。

## 事故
雪崩发生在18日清晨6时45分左右，当时十几位当地夏尔巴族向导从珠穆朗玛峰的1号营地出发海拔5800米左右的区域为登山者铺设绳索，雪崩突然发生，十多位夏尔巴人全部遭遇袭击。随后尼泊尔的救援人员和当时的登山者赶往事发地点施救。
根据尼泊尔旅游部门官员克里希纳·拉姆萨18日晚在海拔5334米的位于尼泊尔境内的珠穆朗玛峰南坡大本营的证实，救援人员已经在雪堆中发现了12具尸体，此外，救援人员仍然在持续搜寻4名失踪者。而另外的3名受伤的夏尔巴人也在直升机的护送下，前往尼泊尔首都加德满都接受治疗。
此前，在1996年曾经发生过8名登山者在攀登途中遭遇强烈雪暴，并且在两天内相继死亡的严重事故。而这次事故无疑成为珠穆朗玛峰最为严重的雪崩事故。

## 媒体报道的经过
《印度时报》报道称，18日早，登山队离开了当时的大本营（海拔5364米），正前往海拔5900米，并在该地修建二号营地，事故就在大本营和二号营地之间发生了，即海拔5800米处，一行人遭遇雪崩。
而法新社的报道则称之为“冰崩”。当时有一块巨大的冰块从高处垂直掉落，伴随着巨大的撞击以及沿途的翻滚，让大冰块变为小冰块，最终化为碎块，这就是“冰崩”。而攀爬中的登山队员恰巧在此处，也就不幸遭遇事故。尼泊尔的官员讲述到，登山者所处的位置是珠穆朗玛峰最著名的危险地域“昆布冰川”。媒体甚至用“恐怖冰川”来形容，称此处为“一处巨冰嶙峋的迷宫”。
美国哥伦比亚广播公司称，据另一位熟悉当地环境的尼泊尔向导介绍：“一些如同汽车大小的冰块就摇摇欲坠地悬在山上，根本不知道它们什么时候会坠落……还有一些冰块如同5层高的建筑一样。”而一位美国专业登山者也如此描述此处：这处冰川带“非常不稳定”，一旦冰崩发生，登山者可能“无处可藏”。

## 事故后续
尼泊尔的夏尔巴人珠峰向导于22日开会决定，取消2014年的登山节，以悼念在此前雪崩事故中遇难的同事。
当地向导格龙（英語：Tulsi Gurung）说：“向导们22日下午开了一个长会，决定取消今年的登山节，以悼念倒下的兄弟们。”夏尔巴人纷纷赞同这个提议并收拾行囊，准备离开珠峰。
18日发生的事故，造成13名夏尔巴人向导遇难，另有3人下落不明，据估计已经死亡。
直升机和搜救队员在18日和19日搜索了索鲁孔布区，未发现失踪者的踪迹。喜马拉雅救援协会一名负责人表示，不管受困者目前处于何种状况，他们已经不可能找到失踪的登山者。

## 遇难者名单
| 死者和失踪者           |
| ---------------------- |
| Mingma Nuru Sherpa     |
| Dorji Sherpa           |
| Ang Tshiri Sherpa      |
| Nima Sherpa            |
| Phurba Ongyal Sherpa   |
| Lakpa Tenjing Sherpa   |
| Chhiring Ongchu Sherpa |
| Dorjee Khatri          |
| Then Dorjee Sherpa     |
| Phur Temba Sherpa      |
| Pasang Karma Sherpa    |
| Asman Tamang           |
| Tenzing Chottar Sherpa |
| Ankaji Sherpa          |
| Pem Tenji Sherpa       |
| Ash Bahadur Gurung     |